# Toxotai
Toxotai (sg. τοξότης toxótēs, deutsch ‚Bogenschütze‘) bezeichnet eine antike griechische Truppengattung.

## Bewaffnung
Die Toxotai waren mit einem kurzen Bogen und einem Kurzschwert (Kopis) bewaffnet. Sie besaßen allerdings keine Rüstung, sondern nur eine Tunika mit einem Gürtel. Als Schutzwaffe diente ihnen lediglich eine Pelte. Diese Ausrüstung ähnelte sehr der Bewaffnung von Kretischen Bogenschützen, die in der gesamten antiken Welt als gefährliche Fernkämpfer bekannt waren.

## Taktisches
Die Toxotai waren eine Truppengattung der Psiloi. Zu diesen Truppen gehörten ärmere Soldaten, die sich eine teure Ausrüstung nicht leisten konnten. Hauptsächlich bildeten die Toxotai die Vorhut einer griechischen Armee: Sie schossen die erste Reihe von Pfeilen auf den Feind ab und zogen sich dann hinter die besser bewaffneten Hopliten zurück, ehe die feindliche Armee zum Gegenschlag ausholen konnte. Sie wurden oft als Unterstützung der Thorakitai auf dem Schlachtfeld verwendet.